# Nazionale maschile di hockey su prato del Canada
La nazionale di hockey su prato del Canada è la squadra di hockey su prato rappresentativa del Canada ed è posta sotto la giurisdizione della Field Hockey Canada.

## Partecipazioni

### Mondiali
- 1971 – non partecipa
- 1973 – non partecipa
- 1975 – non partecipa
- 1978 – 11º posto
- 1982 – non partecipa
- 1986 – 10º posto
- 1990 – 11º posto
- 1994 – non partecipa
- 1998 – 8º posto
- 2002 – non partecipa
- 2006 – non partecipa
- 2010 – 11º posto
- 2014 – non partecipa
- 2018 – 11º posto

### Olimpiadi
- 1908-1960 – non partecipa
- 1964 – 14º posto
- 1968-1972 - non partecipa
- 1976 – 10º posto
- 1980 – non partecipa
- 1984 – 10º posto
- 1988 - 11º posto
- 1992-1996 – non partecipa
- 2000 – 10º posto
- 2004 – non partecipa
- 2008 – 10º posto

### Champions Trophy
- 1978-2008 – non partecipa

### Pan American Cup
- 2000 - 2º posto
- 2004 - 2º posto